# Salka
Salka je přírodní památka poblíž obce Pasečnice v okrese Domažlice. Oblast spravuje Agentura ochrany přírody a krajiny ČR. Důvodem ochrany je dobývka po těžbě kyzových břidlic, která je významnou dokumentační lokalitou domažlického krystalinika.
Přírodní památka se nachází v západním svahu stejnojmenného 600 metrů vysokého vrchu, geomorfologicky spadajícího do celku Všerubská vrchovina, podcelku Českokubická vrchovina, okrsku Babylonská vrchovina, podokrsku Pasečnická vrchovina a její geomorfologické části Starohuťský hřbet.